# Wzgórza Jersaka
Wzgórza Jersaka (ang. Jersak Hills) – bazaltowe wzgórza na Wyspie Króla Jerzego, na południowy zachód od Polskiej Stacji Antarktycznej im. Henryka Arctowskiego o wysokości do 212 m n.p.m. Zostały nazwane na cześć geomorfologa Józefa Jersaka, kierownika pierwszej polskiej ekspedycji zimowej w 1977 roku.
Po południowej i południowo-wschodniej stronie Wzgórz Jersaka przecieka potok Vanishing Creek, oddzielający je od Lodowca Ekologii. Na północy wzgórza oddzielone są odnogą Potoku Ornitologów od stoku Ubocz. Na południowy zachód od wzgórz wznosi się szczyt Kasprowy Wierch, a po stronie zachodniej szczyt Jardine Peak. Wzgórza znajdują się na terenie Szczególnie Chronionego Obszaru Antarktyki "Zachodni brzeg Zatoki Admiralicji" (ASPA 128).